# Argyrodes kratochvili
Argyrodes kratochvili är en spindelart som först beskrevs av Lodovico di Caporiacco 1949.  Argyrodes kratochvili ingår i släktet Argyrodes och familjen klotspindlar.
Artens utbredningsområde är Kenya. Inga underarter finns listade i Catalogue of Life.